# Stody
Stody – wieś w Anglii, w hrabstwie Norfolk, w dystrykcie North Norfolk. Leży 32 km na północny zachód od Norwich i 172 km na północny wschód od Londynu. W 2001 miejscowość liczyła 181 mieszkańców.